# Huangmei (Huanggang)
Huangmei (chiń. upr. 黄梅县; chiń. trad. 黃梅縣; pinyin Huángméi Xiàn) – powiat w południowo-wschodniej części prefektury miejskiej Huanggang w prowincji Hubei w Chińskiej Republice Ludowej. Według danych z 2010 roku, liczba mieszkańców powiatu wynosiła 858806.